# Burnout Crash!
Burnout Crash! (стилізовано Burnout CRASH! ) — відеогра серії Burnout,  розроблена студією Criterion Games і опублікована Electronic Arts для PlayStation 3, Xbox 360, iOS через PlayStation Network, Xbox Live Arcade та iTunes App Store.
У Burnout Crash! , гравці виїжджають на перехрестя та намагаються створити якомога більшу купу . На відміну від попередніх ігор серії, Burnout Crash! відтворюється з висоти пташиного польоту. Очки заробляються за завдання шкоди та руйнування навколишнього середовища та інших транспортних засобів. Таблиці лідерів на основі служби Autolog від EA дозволяли гравцям порівнювати результати з іншими гравцями.
У грі є три режими гри та шість різних перехресть, а також сім транспортних засобів, на яких можна керувати. Версія гри для Xbox 360 також включає режим Kinect, що дозволяє гравцям керувати грою за допомогою жестів.
Станом на 2024 рік Burnout Crash! є останньою частиною в серії. Більшість співробітників Criterion перейшли до роботи над серією Need for Speed Most Wanted, тоді як решта співробітників виконули додаткову роботу над негоночними назвами ігор.
У лютому 2020 року EA заявили, що студія Criterion почала розробку нової частини Need for Speed і у грудні 2022 року випустили Need for Speed Unbound

## Оцінки
Версія для iOS отримала «схвальні» відгуки, тоді як версії для PlayStation 3 і Xbox 360 отримали «середні» відгуки згідно з агрегатором оглядів відеоігор Metacritic .    GamePro дав версіям PlayStation 3 і Xbox 360 три з половиною зірки з п'яти. Хоча назвали її «звикання», вони сказали, що в грі немає такої ж «бездумної» бійні, як у попередніх назвах. AV Club дав версії Xbox 360 оцінку C, розкритикувавши виконання гри та її саундтрек. Edge поставив цій же версії Xbox 360 чотири бали з десяти. Журнал критикував зміни в ігровому процесі (перспектива зверху вниз, відсутність режиму Crash і системи розблокування нових транспортних засобів), використання системи Kinect через її неточне керування та ціну гри.

## Зовнішні посилання
- Burnout Crash! на MobyGames (англ.)